# فاسيك بوسبيسيل
فاسيك بوسبيسيل (بالإنجليزية: Vasek Pospisil)‏ مواليد 23 يونيو 1990 في كولومبيا البريطانية، كندا. هو لاعب كرة مضرب كندي محترف. بدأ مسيرته كمحترف سنة 2007. أكبر إنجاز حققه كان بفوزه ببطولة ويمبلدون 2014 لزوجي الرجال، مع شريكه جاك سوك.

## نهائيات الجراند سلام

### زوجي الرجال: 1 (1 لقب)
| اللقب | السنة | البطولة  | السطح | الشريك  | الخصوم               | النتيجة                           |
| ----- | ----- | -------- | ----- | ------- | -------------------- | --------------------------------- |
| البطل | 2014  | ويمبلدون | عشبي  | جاك سوك | بوب براين مايك براين | 7–6(7–5), 6–7(3–7), 6–4, 3–6, 7–5 |

## روابط خارجية
- فاسيك بوسبيسيل على موقع رابطة محترفي التنس (الإنجليزية)
- فاسيك بوسبيسيل على موقع الاتحاد الدولي لكرة المضرب (الإنجليزية)
- فاسيك بوسبيسيل على موقع كأس ديفيز (الإنجليزية)
- فاسيك بوسبيسيل على موقع خلاصة التنس.كوم (الإنجليزية)
- فاسيك بوسبيسيل على موقع إي إس بي إن.كوم (الإنجليزية)
- فاسيك بوسبيسيل على موقع أوليمبيديا (الإنجليزية)